# Марк Юній Сілан (консул 25 року до н.е.)
Марк Юній Сілан (64 — після 12 року до н.е) — політичний та військовий діяч Римської імперії, консул 25 року до н. е.

## Життєпис
Походив з впливового плебейського роду Юніїв. Син Марк Юнія Силана, претора 77 року до н. е., та Семпронії.
У 43 році до н. е. був військовим трибуном у Марка Емілія Лепіда у Нарбонській Галлії. Лепід направив його до Марка Антонія, який облягав Децима Брута під Мутіною, не даючи ясних інструкцій, на чию сторону встати. Згідно з таємними наказами Лепіда, Сілан надав допомогу Антонію, брав участь у битві під Мутіною, а після поразки Антонія повернувся до Лепіда. Марк Лепід відмовився взяти на себе відповідальність за дії свого підлеглого і висловив йому осудження.
У 39 році до н. е. Сілан перебував на Сицилії у Секста Помпея. Згодом втік звідти у зв'язку або з проскрипціями, або з поразкою в Перузійскій війні. Відповідно до умов Мізенської мирної угоди Марк Юній був відновлений у правах і повернувся до Риму. Незабаром став прихильником Антонія. У 34 році до н. е. Сілан увійшов до колегії авгурів.
У 34—32 роках до н. е. займав у Ахаї посаду квестора проконсула, потім проквестора. Через розбіжності з Клеопатрою та її оточенням у 31 році до н. е. залишив Антонія і перейшов на бік Октавіана.
У 29 році до н. е. отримав патриціанську гідність згідно з законом Сенія. У 25 році до н. е. Марк Сілан обіймав посаду консула разом з Октавіаном. З 16 до 12 року до н. е. був проконсулом провінції Азії. Подальша доля невідома.

## Родина
Дружина — Квінкція Криспіна, донька Тита Квінкцій Криспіна, квестора 69 року до н. е.
Діти:
- Марк Юній Брут, батько Марка Юнія Брута, консул 19 року.